# Petr Svoboda (Eishockeyspieler, 1966)
Petr Svoboda (* 14. Februar 1966 in Most, Tschechoslowakei) ist ein ehemaliger tschechischer Eishockeyspieler, der von 1984 bis 2000 für die Montréal Canadiens, Buffalo Sabres, Philadelphia Flyers und Tampa Bay Lightning in der National Hockey League spielte.

## Karriere
Schon als Junior spielte er für den CHZ Litvínov, bei dem er auch seine Profikarriere begann. Nach einer sehr guten Leistung bei der Junioren-Weltmeisterschaft gelang es ihm während der Junioren-Europameisterschaft 1984 in Deutschland sich zu seiner in München wohnenden Tante abzusetzen. Kurz darauf wurde er von den Montreal Canadiens beim NHL Entry Draft 1984 in der ersten Runde als fünfter ausgewählt. Es war sehr überraschend, dass er so früh ausgewählt wurde und lange war unklar, ob er überhaupt für den Draft zugelassen würde. Er selbst war beim Draft im Montreal Forum anwesend.
Er wechselte sofort nach Nordamerika. Nachdem er eine Verletzung aus der Vorbereitung überstanden hatte, setzte er sich auf Anhieb in seiner ersten Saison 1984/85 in der NHL durch. Im zweiten Jahr konnte er den Stanley Cup gewinnen. Er zeichnete sich als guter Schlittschuhfahrer, mit sehr hartem Schuss und starker Puckführung aus. Besonders schätze man aber seine Fähigkeit sich gut konzentrieren zu können. So zeigte er eine sehr konstante Leistung und machte nur sehr wenige Leichtsinnsfehler. Schon in frühen Jahren plagten ihn zahlreiche Verletzungen, die ihn immer wieder kurzfristig zurückwarfen.
Zum Ende der Saison 1991/92 wechselte er zu den Buffalo Sabres. Hier blieb er bis kurz vor Ende der Saison 1994/95, als ihn die Philadelphia Flyers im Tausch für Garry Galley verpflichteten.
Bei den Flyers spielte er im Team um Eric Lindros bei einem der Mitfavoriten um den Stanley Cup. Bei den Olympischen Winterspielen 1998 in Nagano spielte er nach seiner Flucht erstmals im Seniorenbereich für die Tschechische Eishockeynationalmannschaft. Seine Teamkameraden mussten ihm dorthin seinen tschechischen Pass mitbringen. Er erreichte mit seinem Team das Finale gegen das russische Team. Das Spiel blieb lange torlos, bis Svoboda nach einem Bully, den Pavel Patera gegen Sergei Fjodorow gewonnen hatte, mit einem Schlagschuss das einzige Tor des Spiels erzielte und so die Goldmedaille für sein Land sicherte. Er spielte jedoch nie bei einer Weltmeisterschaft für sein Heimatland.
Im Laufe der Saison 1998/99 wechselte er zu den Tampa Bay Lightning. Es spielte dort die kommende Saison und bestritt als erster Tscheche sein tausendstes NHL-Spiel, bevor eine Kopfverletzung im Dezember 2000 seine Karriere beendete. Er hoffte noch einige Zeit auf sein Comeback, doch im Mai 2002 erklärte er offiziell seinen Rücktritt.
Ende Mai 2020 wurde er Mitinhaber und Sportlicher Leiter des Schweizer Erstligisten Lausanne HC. In der Folge agierte er bezüglich seiner Transferpolitik und Verpflichtung von Trainern erfolglos, wurde Anfang November 2022 von allen sportlichen Aufgaben entbunden und durch Cheftrainer John Fust als neuem sportlichen Leiter ersetzt.

## Sportliche Erfolge
- 1983 Bronzemedaille bei der U18-Junioren-Europameisterschaft
- 1984 Bronzemedaille bei der U20-Junioren-Weltmeisterschaft
- 1984 Silbermedaille bei der U18-Junioren-Europameisterschaft
- Eishockey-Olympiasieger: 1998
- Stanley Cup: 1986

### Persönliche Auszeichnungen
- Junioren EM-All-Star Team: 1983
- Teilnahme am NHL All-Star Game: 2000